# Ivan Štraus

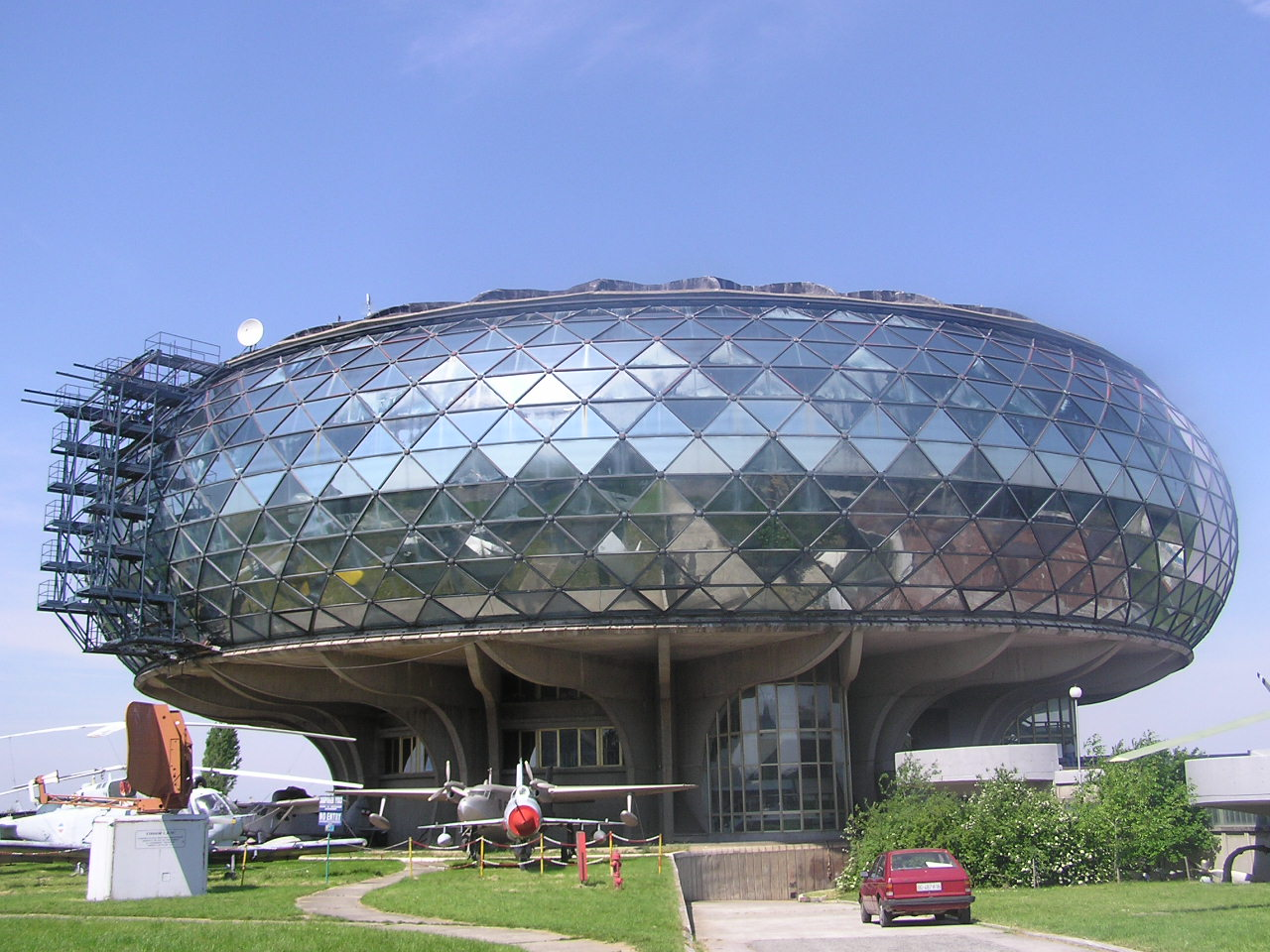
Museo dell'aeronautica (Belgrado), 1989

Ivan Štraus (Kremna, 24 luglio 1928 – Sarajevo, 24 agosto 2018) è stato un architetto bosniaco.

## Biografia
Štraus nasce nel 1928 a Kremna, contea di Zlatibor, in Serbia (Regno di Jugoslavia) da padre sloveno e madre dell'Erzegovina. Si identifiò come "bosniaco di ascendenza slovena ed erzegovese".
Cresce a Banja Luka, e si iscrive nel 1947 alla facoltà di architettura dell'Università di Zagabria. Nel 1958 si laurea alla facoltà tecnica dell'Università di Sarajevo. A partire dal 1952 Štraus inizia a partecipare a concorsi di architettura. Da allora vinse oltre 30 premi principali di architettura, oltre a molteplici concorsi e appalti nazionali e internazionali.

## Opere
Le sue opere principali includono:
- Torri Unis a Sarajevo (UNITIC)
- Società elettrica della Bosnia ed Erzegovina (Elektroprivreda), 1978
- Holliday Inn hotel a Sarajevo
- Museo dell'aeronautica (Belgrado)
- Complessi residenziali: villaggio del Sole, villaggio Radojka Lakić

Concorsi internazionali di architettura:
- 1964 - Sede centrale delle Poste e Ministero delle Telecomunicazioni, Addis Abeba, Ethiopia (con Z. Kovačević) - 1º posto
- 1973 - Teatro Nazionale dell'Opera a Sofia, Bulgaria (con H. Muhasilović) - 1º posto
- 1987 - La Grande Moschea a Orano, Algeria (con H. Muhasilović) - 1º posto

Dal 1984 Štraus è membro corrispondente, e dal 1995 membro a pieno titolo dell'Accademia delle Scienze e delle Arti della Bosnia ed Erzegovina. Nel 2012 è divenuto membro straniero dell'Accademia serba delle scienze e delle arti.
Ha inoltre pubblicato una serie di libri e articoli scientifici sull'architettura, tra cui:
- New Architecture of Bosnia and Herzegovina, 1977
- "The Architecture of the twentieth century" in the edition of Art in Yugoslavia, 1987
- 15 Years of Bosnian and Herzegovinian Architecture, 1987.
- The Architecture of Yugoslavia 1945-1990, 1991.
- The Architect and the Barbarians (memoirs, published in Bosnian and French), 1995.
- Architecture of Bosnia and Herzegovina 1945-1995, 1998
- Ivan Štraus, architect/‘52-’02, ANUBiH, 2002
- 99 Architects of Sarajevo Circle 1930-1990, 2010